# Buthus amri
Buthus amri es una especie de Arachnida del género Buthus, de la familia Buthidae, del orden Scorpiones.

## Taxonomía
Fue descrita científicamente por Lourenço, Wilson R., Ersen A. Yağmur & Bernard Duhem en 2010. Fue publicado por primera vez en A new species of Buthus Leach, 1815 from Jordan. Zoology in the Middle East, número 49, entre las páginas 95 y 99 (2010).